# Гранд-Тер
Гранд-Тер (фр. Grande-Terre) — остров в Карибском море, Атлантического океана, в центральной части архипелага Малые Антильские острова, в 640 км от побережья Южной Америки.

## География
Остров Гваделупа состоит из двух примерно равных по площади частей, разделённых узким проливом. Западная часть — Бас-Тер — в переводе с французского означает «низкая земля». Однако вопреки этому названию Бас-Тер горист, сложен вулканическими породами; на нём расположен действующий вулкан Суфриер (1467 м) — самая высокая точка Малых Антильских островов. Гранд-Тер представляет собой, наоборот, плато высотой лишь до 130 м, сложенное известняками и вулканическими туфами. Он является самым низким островком по сравнению с другими территориями Гваделупы. Высоты относительно уровня моря Гранд-Тера колеблются от 30 до 135 метров. На востоке в океан выдаётся мыс Пуэнт-де-Шато. Благодаря своим устойчивым ветрам, он является очень популярным местом для запуска воздушных змеев.
Берега этого острова окружены коралловыми рифами.

Гранд-Тер отделён узким проливом Ривьер-Сале от острова Бас-Тер. Через пролив перекинуто несколько мостов. Гранд-Тер имеет площадь 586,68 км².

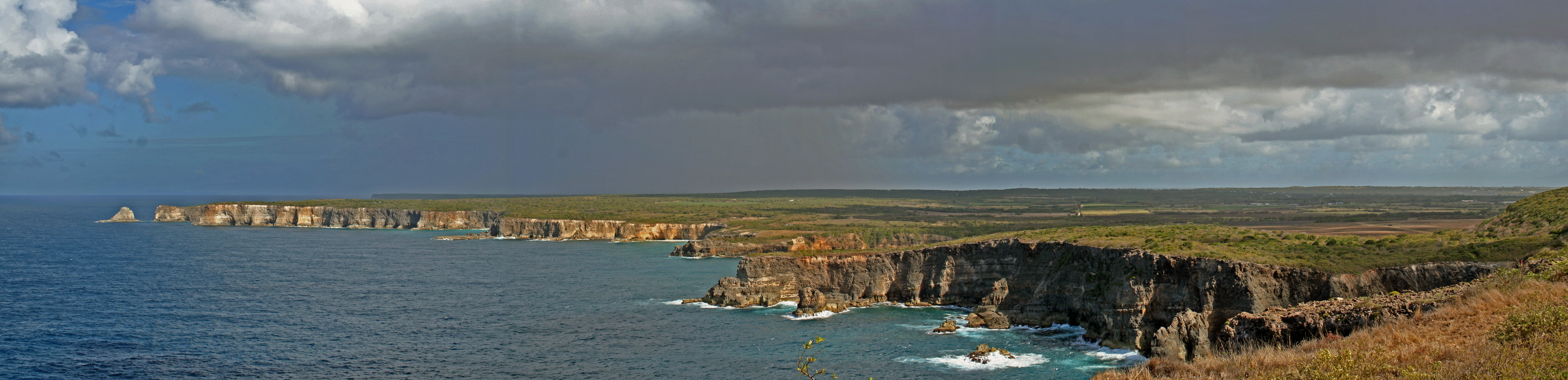
Панорама самой северной точки острова

## Население
По переписи 2006 года население острова составляло 197 603 жителей. Относится к заморскому департаменту Франции Гваделупа.
Плотность населения составляет 337 чел./км².